# Dipartimento di Kounahiri
Il dipartimento di Kounahiri è un dipartimento della Costa d'Avorio situato nella regione di Béré, distretto di Woroba.
La popolazione censita nel 2014 era pari a 77.679 abitanti.
Il dipartimento è suddiviso nelle sottoprefetture di Kongasso e Kounahiri.